# Guerra franco-sueca
La Guerra Franco-Sueca o Guerra de Pomerania fue la primera participación de Suecia en las guerras napoleónicas. El país se unió a la Tercera Coalición en un esfuerzo de derrotar a la Francia de Napoleón.

## Trasfondo
En 1803, el Reino Unido le declaró la guerra a Francia, Suecia permaneció neutral, junto a Dinamarca-Noruega y Prusia. Sin embargo, después de la ejecución de Luis Antonio Enrique de Borbón-Condé en 1804, el gobierno sueco rompió relaciones diplomáticas con Francia y concluyeron una convención en la cual permitían a los británicos usar la Pomerania sueca como base militar contra Francia a cambio de pagos. Rusia también prometió a Suecia enviar 40.000 soldados para ayudar al país en caso de una amenaza francesa. Por lo tanto, el 9 de agosto de 1805, Suecia se unió a la tercera coalición y le declaró la guerra a Francia el 31 de octubre del mismo año.

## La guerra

### La ofensiva contra Hannover
A principios de noviembre de 1805, una fuerza combinada británica, rusa y sueca de unos 12.000 soldados fue enviada a la Pomerania sueca para liberar Hannover del control francés. La ofensiva contra Hannover fue repetidamente retrasada debido a la negativa parcial de Prusia a que los suecos y los rusos movieran tropas a través del territorio prusiano. Sin embargo, en diciembre de 1805, después de la Batalla de Austerlitz, las fuerzas británicas y rusas empezaron a evacuar la ciudad y dejó solo una pequeña guarnición sueca a enfrentar a las fuerzas francesas. En abril de 1806, los suecos también se vieron obligados a retirarse a la Pomerania sueca tras un acuerdo concluido entre Prusia y Francia.

### La cuarta coalición
Sin embargo, durante el verano de 1806 Prusia formó la Cuarta Coalición contra Francia, lo que dio a Suecia el derecho de ocupar Sajonia-Lauenburgo. En el otoño, el ejército francés avanzó rápido y pronto muchas de las regiones alemanas de occidente fueron ocupadas. Lo que forzó a las tropas suecas retirarse hacia Lübeck. El plan era que las tropas de allí tomaran la ruta marítima hacia Stralsund para evitar el avance de las fuerzas francesas. Los suecos fueron sorprendidos por los franceses mientras cargaban los barcos hacia Lübeck, después de la batalla de Lübeck, cerca de 1.000 soldados suecos tuvieron que rendirse ante los franceses que estaban numéricamente superiores.
El ejército francés empezó su ofensiva a través de la Pomerania sueca a principios de 1807 y sitiaron Stralsund el 15 de enero. Comenzó así un asedio de siete meses, y como las fuerzas francesas también estaban en guerra en otros lugares, el número de tropas estacionadas alrededor de Stralsund se fue reduciendo gradualmente. Cuando los suecos fueron reforzados el 1 de abril, se tomó la decisión de intentar romper el sitio. Esto se hizo con cierto éxito, ya que los suecos consiguieron tomar Usedom y la isla de Wolin, pero los franceses optaron por contraatacar, una fuerza de 13.000 hombres atacó a los suecos desde Szczecin el 16 de abril y obligó a la sección izquierda del ejército sueco a retirarse. Otra división en Ueckermünde fue dividida y más tarde capturada. El 18 de abril, Francia y Suecia acordaron un alto al fuego en el cual los franceses abandonarían Pomerania. Sin embargo, el gobierno sueco rechazo unirse al bloqueo continental y cancelo el armisticio bajo influencia diplomática británica el 8 de julio. 
El 6 de agosto de 1807, 50.000 franceses, españoles y holandeses bajo el mariscal Guillaume Brune empezó un asalto en la Pomerania sueca y sitio Stralsund de nuevo. El 20 de agosto de 1807, los defensores de la ciudad se rindieron y el resto del ejército sueco fue rodeado en Rügen. Sin embargo, el general sueco Johan Christopher Toll  consiguió concluir la convención de Schlatkow con el mariscal Brune en términos favorables, y sus fuerzas se retiraron a Suecia, junto con todas sus municiones de guerra, el 7 de septiembre.

### Tratado de Tilsit

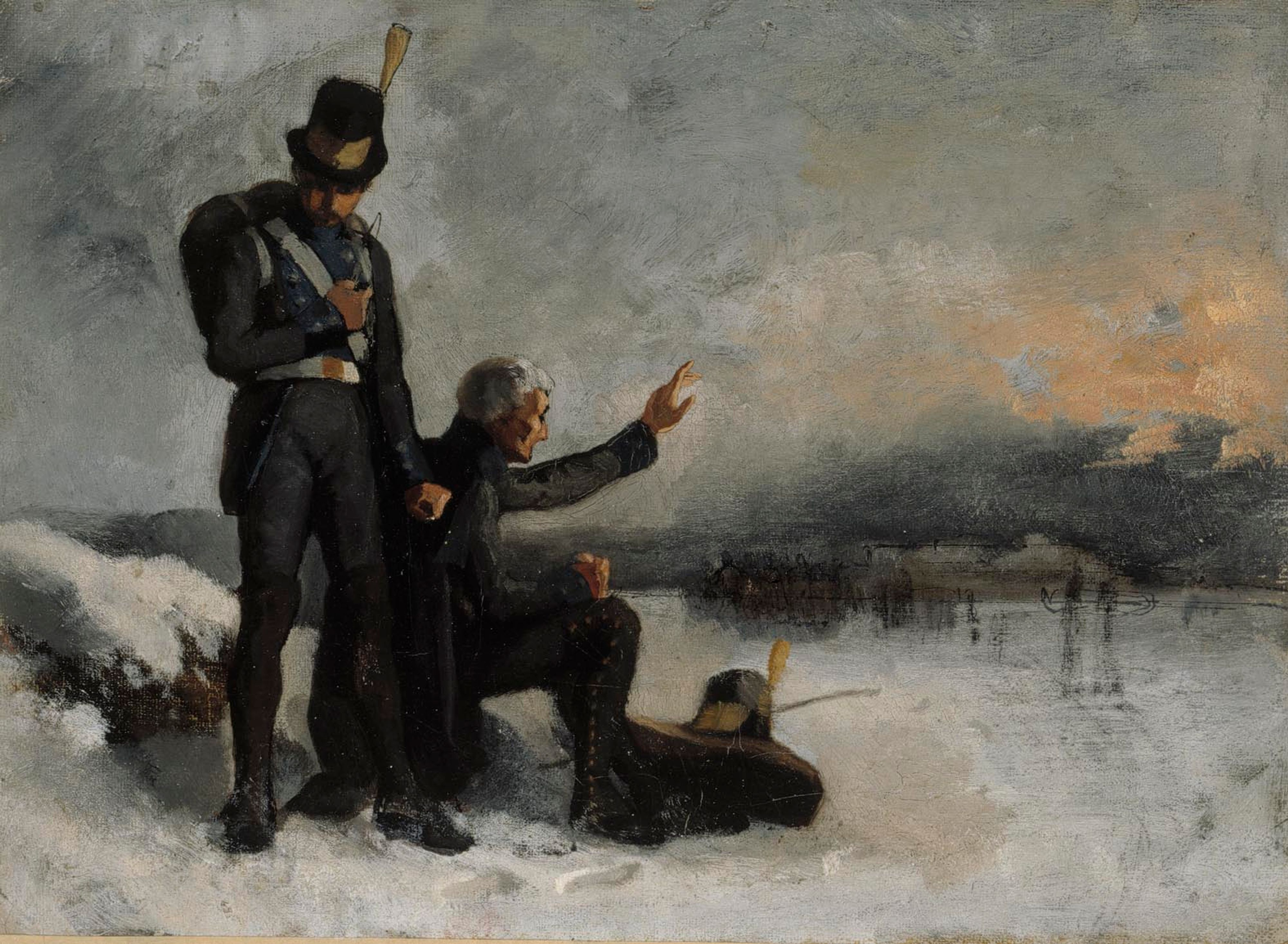
Escena de la Guerra finlandesa pintado por Albert Edelfelt

Los tratados de Tilsit dejaron al Reino Unido y Suecia sin ningún otro aliado en la guerra contra Francia. El 21 de febrero de 1808, Rusia se unió a la guerra contra Suecia, invadiendo Finlandia y el 14 de marzo del mismo año, Dinamarca-Noruega también le declaró la guerra a Suecia. Las tropas danesas, francesas y españolas empezaron preparaciones para una invasión a Escania en Suecia, pero el plan fue abortado pronto, y la guerra se dirigió, en cambio, a la frontera entre Noruega y Suecia. Sir John Moore fue enviado en una expedición por el gobierno británico para proteger a Suecia de un posible ataque Franco-Danés, llegaron el 3 de mayo de 1808 y se quedaron hasta julio, cuando fueron llevados a Portugal y España.
Los planes de Napoleón de invadir Suecia nunca fueron llevados a cabo por la presencia británica en el mar Báltico, la debilidad del ejército danés y las indecisiones del mariscal francés Bernadotte, quien sus cuyas acciones le hicieron lo suficientemente popular como para ser elegido  Príncipe heredero sueco tras el golpe de Estado de marzo de 1809. El 30 de agosto de 1809, el nuevo gobierno sueco concluiría el Tratado de Fredrikshamn con Rusia, que legitimaba la anexión rusa de Finlandia y Åland. El 10 de diciembre de 1809 se firmó un tratado de paz entre Suecia y Dinamarca-Noruega sin ajustes territoriales.

## Consecuencias
El 6 de enero de 1810, Suecia firmó el Tratado de París con Francia mediado por Rusia, recuperando Pomerania a costa de unirse al Bloqueo Continental. El 17 de noviembre de 1810, Suecia fue forzado a declararle la guerra  a Reino Unido, y todos los bienes británicos en la Pomerania sueca fueron confiscados. Sin embargo, el contrabando apoyado por el gobierno continuó por el mar del Norte, y se informó a la Royal Navy de que sería una guerra fantasma. La guerra duró hasta 1812, pero no se emprendió ninguna acción militar.

### Literaturas
- Lindqvist, Herman(2004) – Napoleon (Schibsted forlagene) ISBN 978-82-516-2157-1
- Sundberg, Ulf(2002) – Svenska krig, 1521–1814 (Hjalmarson & Högberg) ISBN 91-89080-14-9